# Fumikiri Jikan
Fumikiri Jikan (яп. 踏切時間 Фумикири: дзикан, «Железнодорожный переезд») — японская манга от автора Ёсими Сато. Манга издаётся в журнале Monthly Action издательства Futabasha с 2016 года.

## Сюжет
Вся наша жизнь состоит из сплошной суеты. Люди всё время куда-то спешат, торопятся, бегут… В головокружительной будничной суете нам порой некогда даже перевести дух. Но во всём должен существовать баланс. И если мы не можем сами вовремя остановиться, то город сделает это за нас. На то существуют светофоры, на которых можно затормозить и провести минутку в простом ожидании. А есть и железнодорожные переезды, где придётся постоять подольше, вглядываясь вдаль и выискивая силуэт приближающегося поезда, а также посчитать, сколько же у него вагонов. Какие мысли приходят им в голову, когда барьер внезапно блокирует их дальше? Для них каждый день - это новая история, звуки которой смешиваются с шумом поезда, проходящего вдоль рельсов. Данная история коротких рассказов повествует нам, о повседневной жизни и разговорах молодых, но при этом разных людей на различные темы, ожидающих на железнодорожных перекрёстках.

## Персонажи
| Персонаж      | Сэйю             |
| ------------- | ---------------- |
| Ай            | Саяка Сэмбонги   |
| Томо          | Юй Огура         |
| Масима        | Юри Комагата     |
| Таниси        | Кадзуки Мацунага |
| Мисаки Комаба | Судзуна Киносита |
| Такаси Комаба | Мицухиро Итики   |
| Утако         | Ю Аясэ           |
| Куробэ        | Марико Хонда     |
| Учитель       | Ясухиро Мамия    |
| Акэми         | Кадзуса Аранами  |

## Медиа

### Манга
| № | Дата публикации     | ISBN                   |
| - | ------------------- | ---------------------- |
| 1 | 12 декабря 2016 г.  | ISBN 978-4-575-84896-0 |
| 2 | 12 мая 2017 г.      | ISBN 978-4-575-84972-1 |
| 3 | 12 марта 2018 г.    | ISBN 978-4-575-85123-6 |
| 4 | 12 июня 2018 г.     | ISBN 978-4-575-85168-7 |
| 5 | 12 марта 2019 г.    | ISBN 978-4-575-85279-0 |
| 6 | 12 декабря 2019 г.  | ISBN 978-4-575-85392-6 |
| 7 | 12 сентября 2020 г. | ISBN 978-4-575-85488-6 |

### Аниме
24 января 2018 года состоялся анонс телевизионного аниме-сериала режиссёра Ёсио Судзуки, сценариста Мисудзу Тибы и композитора Тэцуи Кобаяси. За производство взялась студия Ekachi Epilka. Премьера состоялась 9 апреля 2018 года.